# Tachychlora explicata
Tachychlora explicata là một loài bướm đêm trong họ Geometridae.